# Mount Lister
Mount Lister är ett berg i Antarktis. Det ligger i Östantarktis. Nya Zeeland gör anspråk på området. Toppen på Lister är 4 069 meter över havet. Mount Lister ingår i Royal Society Range.
Terrängen runt Mount Lister är huvudsakligen bergig, men åt sydväst är den kuperad. Trakten är obefolkad. Det finns inga samhällen i närheten. 